# Sigurd Syr
Sigurd Syr (la Truie) (mort vers 1018), en vieux norrois Sigurðr Halvdanson, est sous-roi de Ringerike jusqu'en 1018.

## Biographie
Sigurd Syr est le fils de Halvdan Sigurðarson, fils de Sigurðr Hrise, fils de Harald à la Belle Chevelure, premier roi de Norvège. Il épousa Åsta Gudbrandsdatter, veuve de Harald Grenske duquel elle avait eu pour fils le futur Olaf II de Norvège. Sigurd Syr éleva ce dernier avec ses deux fils, Halvdan de Ringavik et le futur Harald III de Norvège, né d'Asta en 1015.

## Source
- (no) Claus Krag, « Sigurd Halvdansson Syr », Norsk biografisk leksikon, consulté le 5 octobre 2013.